# Gašnica
Gašnica je naselje v občini Gradiška, Bosna in Hercegovina. 

## Deli naselja
Azafe, Gašnica, Lužani, Ravan in Zabrđani.

## Prebivalstvo
| Pregled števila prebivalcev po letih | Pregled števila prebivalcev po letih | Pregled števila prebivalcev po letih | Pregled števila prebivalcev po letih | Pregled števila prebivalcev po letih | Pregled števila prebivalcev po letih |
| ------------------------------------ | ------------------------------------ | ------------------------------------ | ------------------------------------ | ------------------------------------ | ------------------------------------ |
| 1948                                 | 1953                                 | 1961                                 | 1971                                 | 1981                                 | 1991                                 |
| -                                    | -                                    | -                                    | 608                                  | 508                                  | 443                                  |

| Narodna sestava prebivalstva po letih                                                                                       | Narodna sestava prebivalstva po letih                                                                                      | Narodna sestava prebivalstva po letih                                                                                       |
| --- | --- | --- |
| 1971 | 1981 | 1991 |
| . skupaj: 608 Srbi 589 (96,87 %) Muslimani 4 (0,65 %) Hrvati 0 (0,00 %) Jugoslovani 0 (0,00 %) drugi in neznano 15 (2,46 %) | . skupaj: 508 Srbi 492 (96,85 %) Muslimani 6 (1,18 %) Hrvati 0 (0,00 %) Jugoslovani 5 (0,98 %) drugi in neznano 5 (0,98 %) | . skupaj: 443 Srbi 417 (94,13 %) Hrvati 1 (0,22 %) Muslimani 0 (0,00 %) Jugoslovani 17 (3,83 %) drugi in neznano 8 (1,80 %) |